# Okres Frýdek-Místek
Frýdek-Místek (Duits: Friedeck-Mistek) is een district (Tsjechisch: Okres) in de Tsjechische regio Moravië-Silezië. De hoofdstad is Frýdek-Místek. Het district bestaat uit 72 gemeenten (Tsjechisch: Obec). Sinds 1 januari 2007 horen de gemeenten Šenov, Vratimov, Stará Ves nad Ondřejnicí, Václavovice en Horní Bludovice niet meer bij deze okres. Horní Bludovice hoort nu bij de okres Karviná, de andere vier gemeenten bij de okres Ostrava-město.

## Lijst van gemeenten
De obce (gemeenten) van de okres Frýdek-Místek. De vetgedrukte plaatsen hebben stadsrechten.
Baška - Bílá - Bocanovice - Brušperk - Bruzovice - Bukovec - Bystřice - Čeladná - Dobrá - Dobratice - Dolní Domaslavice - Dolní Lomná - Dolní Tošanovice - Fryčovice - Frýdek-Místek - Frýdlant nad Ostravicí - Hnojník - Horní Domaslavice - Horní Lomná - Horní Tošanovice - Hrádek - Hrčava - Hukvaldy - Jablunkov - Janovice - Kaňovice - Komorní Lhotka - Košařiska - Kozlovice - Krásná - Krmelín - Kunčice pod Ondřejníkem - Lhotka - Lučina - Malenovice - Metylovice - Milíkov - Morávka - Mosty u Jablunkova - Návsí - Nižní Lhoty - Nošovice - Nýdek - Ostravice - Palkovice - Paskov - Pazderna - Písečná - Písek - Pražmo - Pržno - Pstruží - Raškovice - Ropice - Řeka - Řepiště - Sedliště - Smilovice - Soběšovice - Staré Hamry - Staré Město - Staříč - Střítež - Sviadnov - Třanovice - Třinec - Vělopolí - Vendryně - Vojkovice - Vyšní Lhoty - Žabeň - Žermanice
Bruntál · Frýdek-Místek · Karviná · Nový Jičín · Opava · Ostrava-město